# Gus (film, 2015)
Pour les articles homonymes, voir Gus.
Pour plus de détails, voir Fiche technique et Distribution.
Gus, petit oiseau, grand voyage  est un film d'animation français réalisé par Christian De Vita sorti en France le 4 février 2015.

## Synopsis
À l’heure du départ pour la migration annuelle, Darius, le doyen de la volée, est blessé. Il confie alors le nouvel itinéraire du voyage au premier oiseau venu. Le candidat est un petit oiseau jaune excentrique et enthousiaste, mais pas du tout migrateur !

## Fiche technique
- Titre : Gus, petit oiseau, grand voyage
- Réalisation : Christian De Vita
- Scénario : Antoine Barraud
- Développement visuel : Benjamin Renner
- Superviseur des effets visuels : Romain Arnoux
- Musique : Stephen Warbeck
- Production : Corinne Kouper
- Sociétés de production : TeamTO, Haut et Court, Panache Productions et la Compagnie Cinématographique[2]
- Société de distribution France : Haut et Court
- Société de distribution hors France : SC Films International
- Pays d'origine :  France
- Langue originale : anglais
- Budget : 8,5 millons d'euros[3]
- Format : couleur - 1,85 - son 7.1
- Genre : animation 3D
- Durée : 91 minutes
- Date de sortie : 
  - France : 4 février 2015

## Distribution
Voix françaises
- Arthur Dupont : L’oiseau jaune
- Sara Forestier : Delf
- Pierre Richard : Darius
- Bruno Salomone : Karl et Le Hibou
- Nathalie Boutefeu : Maggie
- Isabelle Renauld : Coccinelle
- Patrice Dozier : Michka

Voix originales
- Seth Green : Yellowbird
- Dakota Fanning : Delf
- Jim Rash : Karl
- Yvette Nicole Brown : Ladybug
- Elliott Gould : The Owl
- Danny Glover : Darius
- Christine Baranski : Janet
- Richard Kind : Michka

## Réception

### Récompenses
- Prix de la meilleure bande son au festival Voix d'étoiles, à Port Leucate[5]

### Accueil critique
Dans l'ensemble, Gus petit oiseau, grand voyage reçoit un accueil positif.
Sur le site d'Allociné, la presse lui donne une moyenne de 3,7/5 basé sur 12 critiques presse. Les spectateurs lui donne une moyenne de 3,6/5 basé sur les critiques spectateurs.
Sur le site d'IMDb il obtient la note de 5,2/10 basé sur 373 utilisateurs.

### Box-office
En France, Gus petit oiseau, grand voyage cumule 282 325 entrées.

## Autour du film

### L’angle ornithologique
De nombreux passages sont inspirés de faits réels, qu'il s'agisse de détails ou d'éléments plus importants. L’ornithologue Guilhem Lesaffre a été consulté tout au long de la fabrication du film pour éclairer les créateurs des personnages et les animateurs sur la morphologie des oiseaux, la disposition des plumes, les différents aspects du vol, leur comportement ou encore leurs attitudes.
Presque aussi vrais que dans la réalité
Les oiseaux ont été créés à partir des anecdotes de l'ornithologue Guilhem Lesaffre pour plus de réalité. De plus, chaque oiseau du film ressemble à une race particulière que l'on trouve dans la nature. Ainsi, Gus est semblable à un petit échassier, Delf prend les traits d'une hirondelle, Karl est mi-vautour, mi-corbeau et Darius peut être rapproché du Cardinal.

### Jeu vidéo
Un jeu vidéo a été adapté et sorti conjointement avec le film : Gus : À vol d'oiseau sur iOS et Android, développé par Artefact Studios et édité par Bulkypix. Dans ce jeu 3D, le joueur contrôle Gus et doit accomplir des défis de vol.